# Anthony Poola
Anthony Poola (nascut el 15 de novembre de 1961) és un prelat indi de l'església catòlica que és arquebisbe metropolità d' Hyderabad des del 2021. Va ser bisbe de Kurnool des del 2008 fins al 2020. Abans de convertir-se en bisbe, va treballar com a sacerdot de la diòcesi de Cuddapah.
El 27 d'agost de 2022, el papa Francesc va elevar Poola a cardenal en un consistori celebrat al Vaticà. És el primer de la casta dalit i el primer d'ètnia telugu a ser nomenat cardenal.

## Biografia
Anthony Poola va néixer el 15 de novembre de 1961 a Chindukur, parròquia de Durvesi , a la diòcesi de Kurnool. Quan la pobresa va obligar a abandonar l'escola després del setè grau, els missioners es van interessar per ell i el van ajudar a continuar els seus estudis. Després d'assistir al Seminari Menor de Nuzvid, va estudiar al Seminari Pontifici de Sant Pere de Bangalore. Va ser ordenat sacerdot el 20 de febrer de 1992 i va ser incardinat a la diòcesi de Cuddapah.
Va ocupar els càrrecs següents: 1992-1993: vicari parroquial de la catedral de Santa Maria del 1992 al 1993; vicari parroquial a Amagampalli del 1993 al 1994; rector a Tekurpet de 1994 a 1995; rector a Badvel del 1995 al 2000; rector a Veerapalli del 2000 al 2001. Va estudiar un màster en pastoral de la salut i va fer cursos de teologia a la Universitat Loyola de Chicago. També va treballar a l'església de St. Genevieve de l'arxidiòcesi de Chicago.
Tornant a la seva diòcesi natal de Cuddapah, va ser director de la Fundació Cristiana per a la Infància i l'Envelliment del 2004 al 2008. També va ser Consultor Diocesà, Secretari d'Educació, Administrador Adjunt de les Escoles de la Diòcesi i Coordinador del Programa de Patrocini.
El 8 de febrer de 2008, el papa Benet XVI el va nomenar bisbe de Kurnool.
El 19 de novembre de 2020, el papa Francesc el va nomenar arquebisbe metropolità d'Hyderabad. Va ser instal·lat allà el 3 de gener de 2021.
El 27 d'agost de 2022, el papa Francesc el va nomenar cardenal prevere, assignant-li el títol de Cardenal prevere de Santi Protomartiri a Via Aurelia Antica.